# Merica laticosta
Merica laticosta is een slakkensoort uit de familie van de Cancellariidae. De wetenschappelijke naam van de soort is voor het eerst geldig gepubliceerd in 1881 door Löbbecke.